# 护国大将军 (电视剧)
《护国大将军》是2011年纪念辛亥革命100周年，由王文杰执导的一部电视剧，故事内容以蔡锷领导的云南护国运动为主线，该剧主要介绍了蔡锷、袁世凯、小凤仙、杨度、袁克定、段祺瑞、冯国璋、黄兴等历史人物，于2011年9月20日在中国中央电视台综合频道播出。

## 创作发行

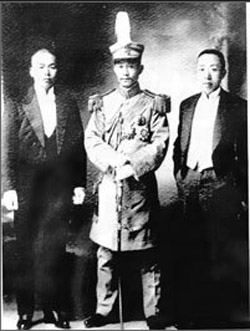
1915年10月，蔡锷（中）与友人戴戡（左）、陈国祥（右）在天津密谋讨袁时合影。10月梁启超在其天津住所召集最后一次秘密会议，梁启超、蔡锷、戴戡、陈国祥、王伯群、汤觉顿、蹇念益等与会，作出“武装讨伐袁世凯，坚决维护共和国体”的决定。会后，戴戡、蔡锷、陈国祥到山本照相馆合影留念。

纪念辛亥革命100周年，《护国大将军》列入中宣部重要电视剧，由中共云南省委宣传部、浙江绿城文化传媒有限公司、云南电视台、云视传媒集团公司历时一年联合创作。
《护国大将军》穿插历史人物以蔡锷将军的革命先驱为代表。1915年蔡锷云南护国运动粉碎封建帝制，恢复共和。传奇故事亦有蔡锷和小凤仙，如1981年电影《知音》中的蔡锷、小凤仙（王心刚、张瑜演）：“将军拔剑南天起，我愿做长风绕战旗”。电视剧《护国大将军》穿插真实历史及传奇。
云南是讨袁护国首义之省，为护国战争做出贡献，中共云南省委宣传部、云南电视台、浙江绿城文化传媒有限公司、云视传媒集团公司联合总投资3000多万元，用史诗刻画蔡锷、袁世凯、段祺瑞、冯国璋、唐继尧、黄兴、杨度、袁克定、载沣、徐世昌、张勋、蒋百里等历史人物。
《护国大将军》的导演王文杰为中国国家一级编剧、中国电视艺术家协会副主席作品有电视剧《玉碎》、《神医喜来乐》、《潮起潮落》、《孟来财传奇》等，多次获得“飞天奖”、“金鹰奖”、“‘五个一’工程奖”、全军“金星奖”等奖项。

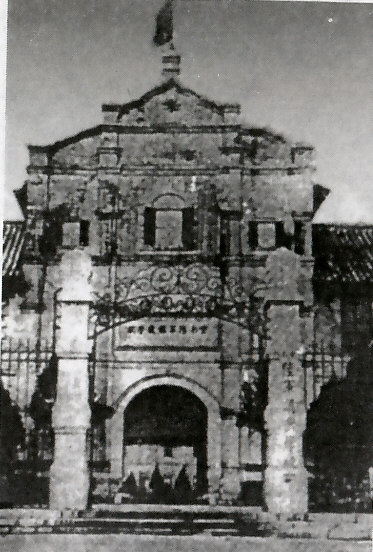
雲南陆军讲武堂

从策划到创作历时近一年时间，电视剧《护国大将军》曾三易剧本。于2010年10月10日开机仪式后，剧组在北京怀柔影视基地正式拍摄，并先后于2010年12月4日於上海完成拍摄六国饭店和租界取景，2010年12月23日於昆明的云南讲武堂、老昆明街景等场景拍摄。
中共云南省委宣传部的大力支持该剧创作和拍摄，云南省委常委、省委宣传部张田欣部长亲自审看剧本，指导该剧创作，协调剧组到云南陆军讲武堂拍摄。
电视剧《护国大将军》发行引起中国社会关注。除央视之外，云南卫视、江苏卫视等省级媒体也购该剧。

## 内容
剧中再现蔡锷将军的一生，复杂残酷的宫廷斗争，以及蔡锷与小凤仙的传奇爱情。

## 人物
| 演員   | 角色   | 關係／暱稱 |
| 王志飞 | 蔡锷   |            |
| 姚笛   | 小凤仙 |            |
| 梁冠华 | 袁世凯 |            |
| 毛建   | 唐继尧 |            |
| 陈逸恒 | 段祺瑞 |            |
| 杨冬   | 雷飚   |            |
| 一真   | 雷震春 |            |
| 李玥   | 林鉴秋 |            |
| 尹国华 | 杨度   |            |
| 李帅   | 袁克定 |            |
| 苏在强 | 袁乃宽 |            |
| 刘乃艺 | 徐树铮 |            |
| 马捷   | 王公公 |            |
| 胡克   | 赵一光 |            |
| 杨亚星 | 田翠喜 |            |

## 外部連結
- 《护国大将军》新浪網專題 （页面存档备份，存于）